# WWE New Year's Revolution
New Year's Revolution var et pay-per-view-show inden for wrestling produceret af World Wrestling Entertainment (WWE). Det var ét af organisationens månedlige shows og blev afholdt i starten af januar mellem 2005 og 2007. I forbindelse med WWE's brand extension blev showet gjort eksklusivt til RAW-brandet.  
I de tre år showet fandt sted blev det kun afviklet i USA: To gange blev showet afholdt i to af USA's delstater, og én gang blev det afholdt i Puerto Rico. Alle tre shows har været afholdt indendørs.
I 2007 besluttede WWE, at antallet af pay-per-view-shows skulle sættes ned. I 2007 havde organisationens 16 pay-per-view-shows om året. Siden 2011 har WWE kun haft 12. I og med at New Year's Revolution var ét af WWE's nyeste, blev det ét af de flere shows, der ophørte. Siden 1988 har WWE afholdt Royal Rumble i januar, så derfor var det oplagt, at WWE fortsatte med det populære show på bekostning af New Year's Revolution.
| Sport | Spire Denne artikel om sport er en spire som bør udbygges. Du er velkommen til at hjælpe Wikipedia ved at udvide den. |